# Élections législatives camerounaises de 1978
Des élections législatives ont eu lieu au Cameroun le 28 mai 1978. Le parti unique, l'Union nationale camerounaise, obtient les 120 sièges.

## Résultats
L'Union nationale camerounaise remporte les 120 sièges. Le taux de participation est de 99,2 %.
| Parti                        | Voix      | %     | Sièges |
| ---------------------------- | --------- | ----- | ------ |
| Union nationale camerounaise | 3 614 768 | 100 % | 120    |
| Votes blancs/invalides       | 596       | -     | -      |
| Total                        | 3 615 364 | 100 % | 120    |